# Mount Sir Wilfrid Laurier
Mount Sir Wilfrid Laurier – szczyt w Kolumbii Brytyjskiej, w Kanadzie, w paśmie Cariboo Mountains. Jego wysokość wynosi 3516 m n.p.m. i jest to trzynasty co do wielkości szczyt Kolumbii Brytyjskiej. Po raz pierwszy został zdobyty w 1924. Nazwa, nadana mu w 1927, pochodzi od pierwszego frankofońskiego premiera Kanady, sir Wilfrida Lauriera.